# Cargolia muscosa
Cargolia muscosa är en fjärilsart som beskrevs av Paul Dognin 1911. Cargolia muscosa ingår i släktet Cargolia och familjen mätare. Inga underarter finns listade i Catalogue of Life.